# Карл из Сецце
Святой Карл из Сецце (итал. Carlo da Sezze), в миру Джанкарло Маркьонне (итал. Giancarlo Marchionne, 19 октября 1613, Сецце, Лацио — 6 января 1670, Рим) — итальянский монах-францисканец. Известный богослов, он пользовался большим уважением в Лацио; знатные семьи, такие как Колонна и Орсини, и даже папы римские Иннокентий X и Климент IX признавали его мудрость и искали его совета.

## Жизнь
Джанкарло Маркьонне родился в Сецце 19 октября 1613 года в семье бедных фермеров Руджеро и Антонии Маркьонне. Его крещение было отпраздновано 22 октября 1613 года. Его мать одевала ребёнка в тёмную тунику с капюшоном в честь монахов Франциска Ассизского и Антония Падуанского. Набожная бабушка с детства прививала внуку ему религиозные ценности. Чтобы помочь своим родителям, мальчик работал на ферме пастухом и пахал в поле. Дал личный обет целомудрия в 1630 году. В 1633 году он сильно заболел и, когда был при смерти, поклялся, что если выживет, то вступит в орден францисканцев.
В 1635 году был принят в орден в монастыре Сан-Франческо в Наццано. Вдохновился жизнью Паскуаля Байлона и Сальвадора из Орты. Хотел присоединиться к миссии в Индии, но слабое здоровье помешало сбыться этой мечте. Жил монашеской жизнью, но никогда не просил позволить ему официально принести монашеские обеты, несмотря на увещевания родителей. Был официально принят в орден 19 мая 1636 года; первоначально данное ему монашеское имя «Косма» было изменено на «Карл» по настоянию его матери. Служил в монастырях разнорабочим: служил поваром, привратником, кистером и садовником, а также просил милостыню на улицах. В 1640—1642 год он находился в монастыре Святого Иоанна Крестителя в Пильо и в Сан-Франческо в Кастель-Гандольфо.
В октябре 1648 года присутствовал на мессе в церкви Сан-Джузеппе-а-Каполе-Казе, и луч света, исходивший от поднятой гостии, пронзил его бок и оставил видимую открытую рану. Исповедник попросил его написать рассказ о своей жизни. Результатом стало сочинение «Величия милостей Божьих», которое было хорошо принято; из под его пера вышли ещё несколько сочинений. Хотя Карл не был священником, к нему часто обращались за духовным советом, в том числе папы римские Иннокентий X и Александр VII. В 1656 году ухаживал за больными холерой в Карпинето. В 1664 году в Сан-Пьетро-ин-Монторио подхватил малярийную лихорадку и был доставлен в Сан-Франческо-а-Рипа для выздоровления. 28 июля 1665 года ему было видение папы Виктора I и Терезы Авильской. На смертном одре папа Климент IX призвал Карла для утешения и благословения.
31 декабря 1669 года Карл слёг в постель с плевритом. Скончался 6 января 1670 года в монастыре при Сан-Франческо-а-Рипа в Риме. Здесь, в посвящённой ему часовне, до сих пор находятся его мощи. За свою жизнь монах предсказал избрание папами Иннокентия X, Александра VII и Климента IX, а также предвидел избрание кардинала Эмилио Альтьери, что и произошло через несколько месяцев после его смерти.
Знатные семьи Рима — Людовизи, Бонкомпаньи, Боргезе, Каэтани, Чибо, Колонна, Орсини и Сальвиати — высоко ценили Карла из Сецце и даже обращались к нему за советом. К нему также обращались кардиналы: Джанстефано Донги, Франческо Барберини, Челио Пикколомини, Микеланджело Риччи, Чезаре Факкинетти, Карло Барберини и Бенедетто Одескальки (будущий папа Иннокентий XI).

## Почитание
Папа Климент XIV объявил Карла из Сецце досточтимым 14 июня 1772 года. Беатифицирован папой Львом XIII 22 января 1882 года после одобрения двух чудес. Папа Пий XII подтвердил ещё два чуда в 1958 году, но скончался, не успев причислить монаха к лику святых. Канонизирован 12 апреля 1959 года папой Иоанном XXIII.
День памяти — 6 января.